# Liste der Baudenkmäler in Wallerfing
Auf dieser Seite sind die Baudenkmäler in der niederbayerischen Gemeinde Wallerfing zusammengestellt. Diese Tabelle ist eine Teilliste der Liste der Baudenkmäler in Bayern. Grundlage ist die Bayerische Denkmalliste, die auf Basis des Bayerischen Denkmalschutzgesetzes vom 1. Oktober 1973 erstmals erstellt wurde und seither durch das Bayerische Landesamt für Denkmalpflege geführt wird. Die folgenden Angaben ersetzen nicht die rechtsverbindliche Auskunft der Denkmalschutzbehörde.

## Baudenkmäler nach Ortsteilen

### Wallerfing
| Lage                                                  | Objekt                                          | Beschreibung                                                                        | Akten-Nr.    | Bild           |
| ----------------------------------------------------- | ----------------------------------------------- | ----------------------------------------------------------------------------------- | ------------ | -------------- |
| Kirchplatz 1 (Standort)                               | Katholische Pfarrkirche St. Johannes der Täufer | neuromanischer Saalbau mit eingezogenem Chor und Nordturm, 1891–93; mit Ausstattung | D-2-71-152-1 | weitere Bilder |
| Nähe Kollinger Weg, südwestlich des Dorfes (Standort) | Feldkapelle                                     | kleiner Zeltdachbau, erste Hälfte 19. Jahrhundert; mit Ausstattung                  | D-2-71-152-3 | BW             |

### Bachling
| Lage                   | Objekt                               | Beschreibung | Akten-Nr.    | Bild |
| ---------------------- | ------------------------------------ | --- | ------------ | ---- |
| Bachling 13 (Standort) | Katholische Filialkirche St. Stephan | Saalbau mit eingezogenem Chor und Nordturm, Anfang 14. Jahrhundert, später verändert; mit Ausstattung; Friedhofsmauer, Pfeilermauer mit Kugelaufsätzen, 18. Jahrhundert | D-2-71-152-4 | BW   |

### Bamling
| Lage                       | Objekt                               | Beschreibung | Akten-Nr.    | Bild           |
| -------------------------- | ------------------------------------ | --- | ------------ | -------------- |
| Bamling 2 (Standort)       | Katholische Filialkirche St. Ägidius | barockisierter romanischer Saalbau mit Dachreiter, noch 12. Jahrhundert, umgestaltet 17. Jahrhundert; mit Ausstattung | D-2-71-152-7 | weitere Bilder |
| In Bamling (Standort)      | Bildstock                            | Granitpfeiler mit gusseisernem Kruzifix, 16./17. Jahrhundert                                                          | D-2-71-152-9 | BW             |
| Neuslinger Feld (Standort) | Kapelle                              | kleiner Satteldachbau mit Blendgiebel, bezeichnet 1901, im Kern älter; mit Ausstattung                                | D-2-71-152-8 | Kapelle        |

### Herblfing
| Lage                   | Objekt                   | Beschreibung | Akten-Nr.     | Bild |
| ---------------------- | ------------------------ | --- | ------------- | ---- |
| Herblfing 7 (Standort) | Ehemaliges Wohnstallhaus | zweigeschossiger Blockbau mit Flachsatteldach, ausgemauertem Stallteil, Gsodboden und Traufschroten, im Kern 18. Jahrhundert | D-2-71-152-12 | BW   |

### Neusling
| Lage                                     | Objekt                                      | Beschreibung | Akten-Nr.     | Bild                                        |
| ---------------------------------------- | ------------------------------------------- | --- | ------------- | ------------------------------------------- |
| Neusling 12 (Standort)                   | Katholische Filialkirche St. Peter und Paul | kleiner barocker Saalbau mit eingezogenem Chor und Westturm, wohl zweite Hälfte 17. Jahrhundert, Turmunterbau mittelalterlich; mit Ausstattung | D-2-71-152-15 | Katholische Filialkirche St. Peter und Paul |
| Nähe Neuslinger Bach; St 2124 (Standort) | Bildstock                                   | Granitpfeiler mit Laterne und gusseisernem Kruzifix, 17./18. Jahrhundert                                                                       | D-2-71-152-21 | BW                                          |

### Ramsdorf
| Lage                                                  | Objekt                              | Beschreibung | Akten-Nr.     | Bild           |
| ----------------------------------------------------- | ----------------------------------- | --- | ------------- | -------------- |
| Ramsdorf 1 (Standort)                                 | Ehemaliges Schloss, jetzt Pfarrhaus | dreigeschossiger Mansardwalmdachbau mit Fassadengliederung, Anfang 19. Jahrhundert, im Kern älter                                                  | D-2-71-152-17 | weitere Bilder |
| Ramsdorf 18 (Standort)                                | Katholische Pfarrkirche St. Martin  | Saalbau mit eingezogenem Chor und Nordturm mit getrepptem Giebel, im Kern 12./13. Jahrhundert, nachgotisch und barock umgestaltet; mit Ausstattung | D-2-71-152-18 | weitere Bilder |
| Ramsdorf 28 (Standort)                                | Wohnteil eines ehemaligen Hakenhofs | Satteldachbau mit teilweise offenem Blockbau-Obergeschoss und Traufschrot, erstes Drittel 19. Jahrhundert                                          | D-2-71-152-19 | weitere Bilder |
| Schlossäcker, an der Straße nach Eschlbach (Standort) | Feldkapelle                         | kleiner Satteldachbau mit Lourdesgrotte, zweite Hälfte 19. Jahrhundert                                                                             | D-2-71-152-20 | BW             |